# Franleu
Franleu település Franciaországban, Somme megyében. Lakosainak száma 507 fő (2022. január 1.). Franleu Chepy, Acheux-en-Vimeu, Arrest, Mons-Boubert, Ochancourt, Quesnoy-le-Montant és Valines községekkel határos.

## Népesség
A település népességének változása:
| Lakosok száma | 525  | 536  | 552  | 552  | 541  | 530  | 519  | 512  | 507  |
|               | 2013 | 2015 | 2016 | 2017 | 2018 | 2019 | 2020 | 2021 | 2022 |